# Nohavička (Veliš)
Rybník Nohavička je velký rybník o rozloze vodní plochy 8,3 ha nalézající se v polích asi 1,5 km jihozápadně od centra vesnice Veliš v okrese Jičín. Rybník je vybudován na Bukvickém potoce. Rybník má zhruba obdélníkový tvar.
Po hrázi rybníka vede polní cesta odbočující ze silnice II. třídy č. 501 spojující Veliš s obcí Bukvice.
Rybník byl vybudován před rokem 1768, poněvadž je zachycen na již mapách I. vojenského mapování. V roce 2019 je využíván pro chov ryb.

## Galerie

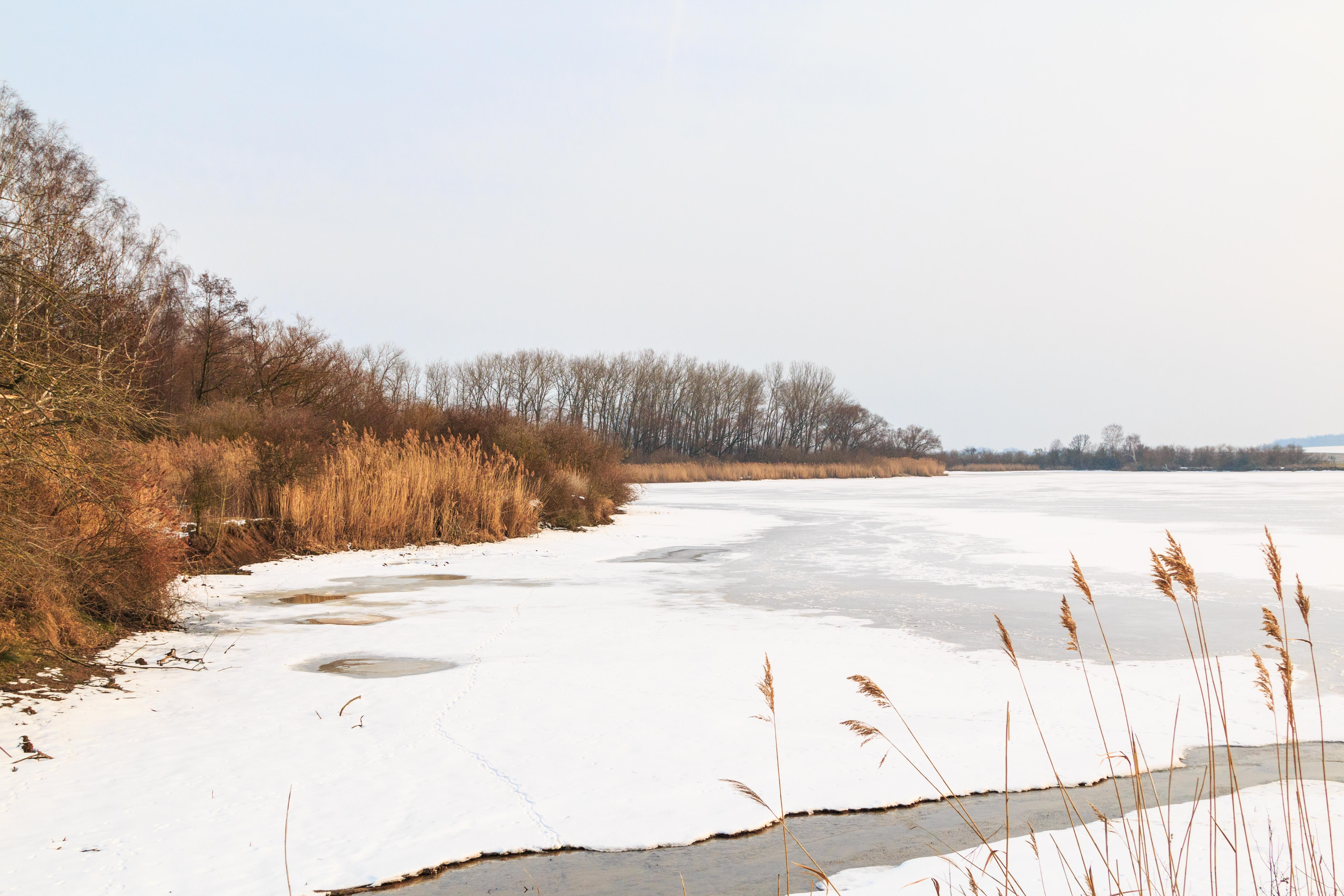
pohled na rybník Nohavička u Veliše
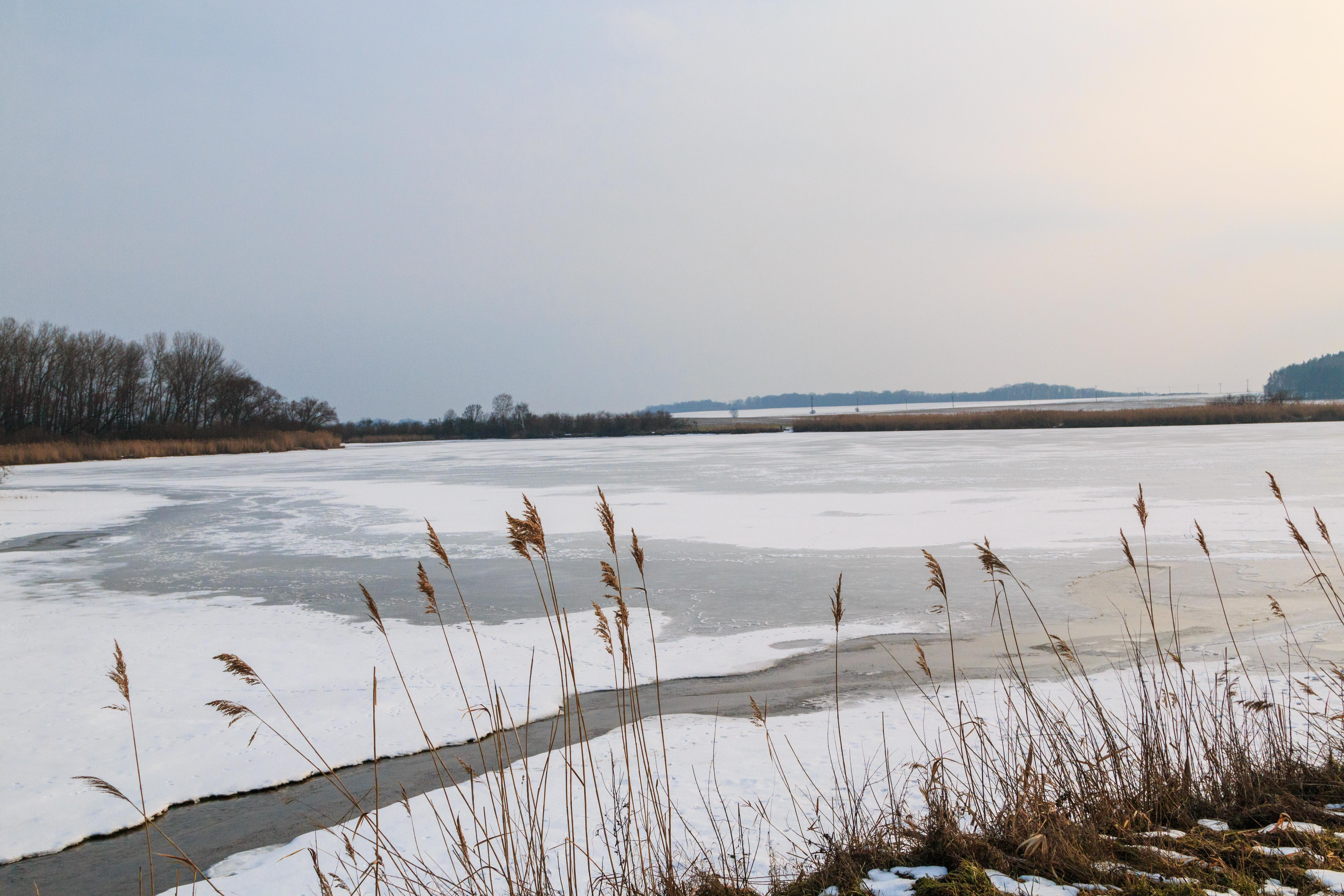
pohled na rybník Nohavička u Veliše
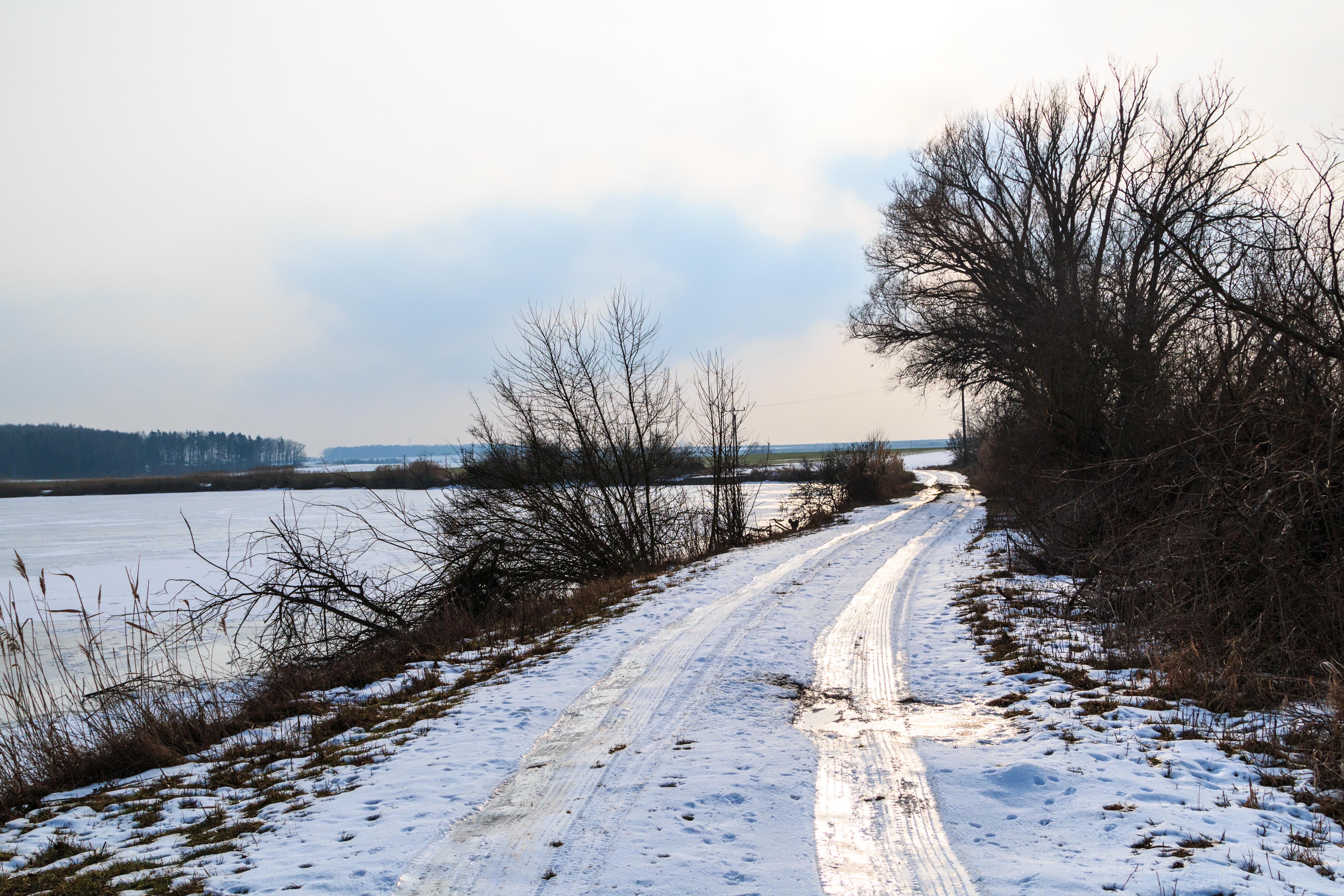
pohled na rybník Nohavička u Veliše
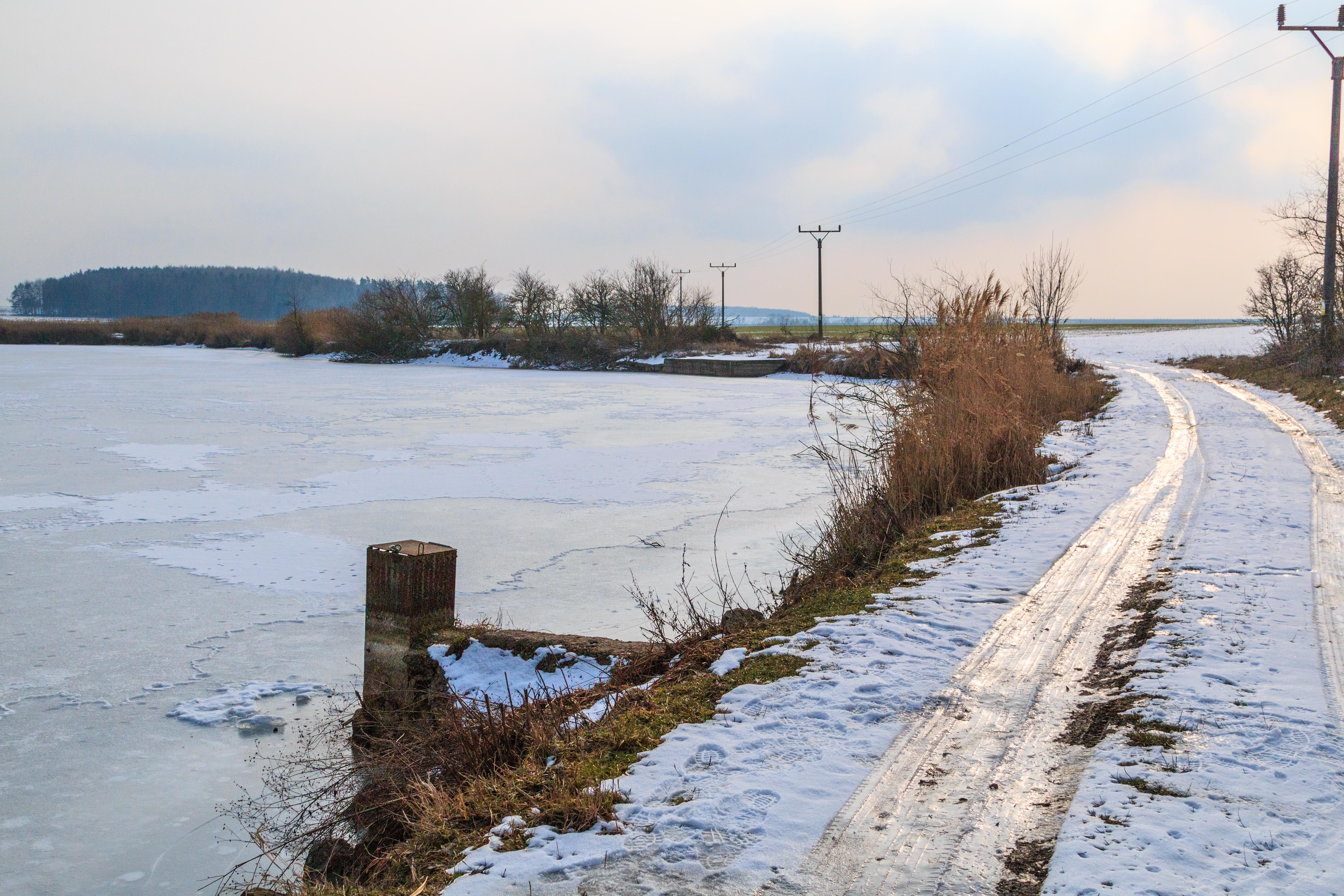
pohled na rybník Nohavička u Veliše
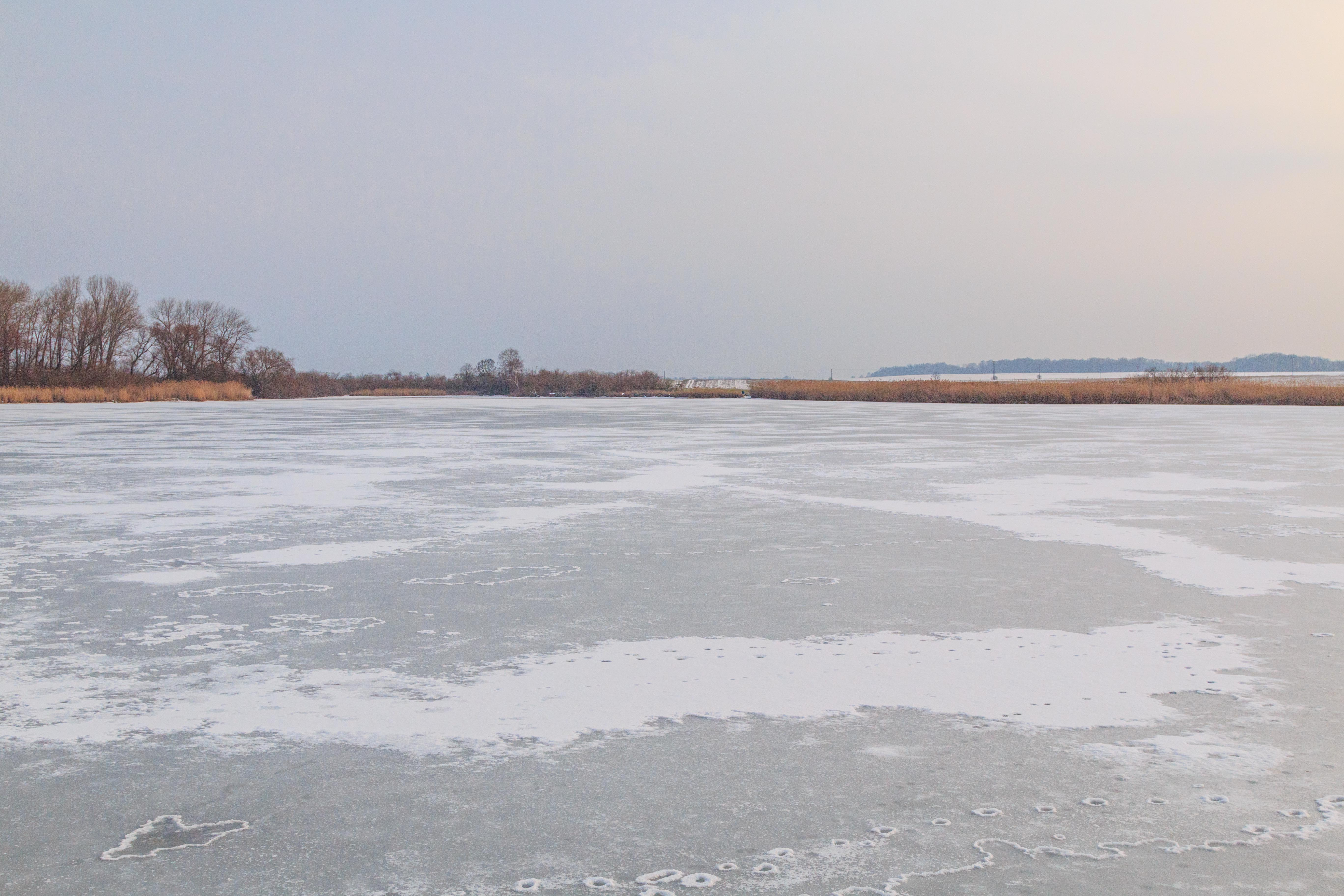
pohled na rybník Nohavička u Veliše